# 新裤子
新裤子乐队（NEW PANTS）是一支中國的摇滚乐队，成立於1996年，是属于摩登天空旗下的组合。曾獲得2003年的CCTV-MTV音樂盛典的「內地年度新銳樂隊」。乐队成员包括主唱兼吉他手彭磊、键盘手庞宽、贝斯手赵梦、鼓手Hayato（日籍，原名：木藤隼人）。中国新浪潮音乐的标志性乐队之一。

## 乐队简介
新裤子乐队在最初组建时共有三人，分别是主唱彭磊、贝斯刘葆和鼓手尚笑，他们在高中时期（1995年）结识，组建了乐队“金属车间的形体师傅”。由彭磊担任主唱兼吉他手，刘葆担任贝司手，尚笑担任鼓手。1997年与摩登天空签约之后，乐队把该公司电脑设计部的职员庞宽招入了乐队，作为键盘手，并把乐队名定为新裤子。在乐队第二张专辑后，尚笑赴日留学，乐队一直以剩余三人姿态出现。而庞宽也逐渐在多数作品中担任主唱。在之后加入吉它手李燕飞。
新裤子乐队在前三张专辑时被称作是流行朋克摇滚风格，受雷蒙斯乐队影响较大，然而第四张专辑《龙虎人丹》却受到了新浪潮风格的影响。这与主唱彭磊对20世纪80年代的中国迪斯科等现象的怀念是相关的，但也导致了乐队创始成员刘葆的离开，随后他加入了老牌朋克乐队蜜三刀。
2009年赵梦加入乐队，担任贝斯手。
2013年起，新裤子把自己的音乐叫做“黑暗时代”，更加关注听众怎么想。与“迪斯科女皇”张蔷合作，为张蔷写歌，制作了专辑《别再问我什么是迪斯科》。
2019年，新裤子乐队参加爱奇艺综艺节目乐队的夏天，取得总冠军（Hot 1），微博粉丝从4万涨到了100多万。
2020年4月24日，新裤子乐队以決賽幫唱周深身份參加湖南衛視《歌手·當打之年》節目。

## 发行专辑
- 1998年：《新裤子》
- 2000年：《Disco Girl》
- 2002年：《我们是自动的》
- 2006年：《龙虎人丹》
- 2008年：《野人也有爱》
- 2009年：《Go East》
- 2011年：《SEX DRUGS INTERNET》
- 2016年：《生命因你而火热》
- 2021年：《爱 广播 飞机》

## MV
- 五月天 成名在望 (樂團時代版)

## 演唱会
| 場次                                 | 日期                 | 國家/地區            | 城市                 | 場館                       | 備註                                        |
| 「新浪潮」工体演唱会                 | 「新浪潮」工体演唱会 | 「新浪潮」工体演唱会 | 「新浪潮」工体演唱会 | 「新浪潮」工体演唱会       | 「新浪潮」工体演唱会                        |
| ------------------------------------ | -------------------- | -------------------- | -------------------- | -------------------------- | ------------------------------------------- |
| 1                                    | 2019年3月23日        | 中国大陆             | 北京                 | 工人体育馆                 |                                             |
| 「我们最好的时光就是现在」巡回演唱会 |                      |                      |                      |                            |                                             |
| 1                                    | 2022年8月20日        | 中国大陆             | 苏州                 | 苏州市体育中心体育场       | 原定于2021年11月6日举办，因COVID-19疫情延期 |
| 「艾瑞巴迪」抖音线上演唱会           |                      |                      |                      |                            |                                             |
| 1                                    | 2023年4月222日       | 抖音                 | 抖音                 | 抖音                       |                                             |
| 「北海怪兽」巡回演唱会               |                      |                      |                      |                            |                                             |
| 1                                    | 2023年11月18日       | 中国大陆             | 广州                 | 广州大学城体育中心体育场   |                                             |
| 2                                    | 2023年11月18日       | 中国大陆             | 长沙                 | 贺龙体育中心体育场         |                                             |
| 3                                    | 2024年3月16日        | 中国大陆             | 深圳                 | 深圳湾体育中心“春茧”体育场 |                                             |
| 4                                    | 2024年4月6日         | 中国大陆             | 成都                 | 东安湖体育公园主体育场     |                                             |